# Rustam Qosimjonov
 Ez a cikk a sakkjátszmák algebrai lejegyzését alkalmazza.
Rustam Qosimjonov (kiejtése kb. Rusztam Koszimdzsonov, nemzetközi sakkversenyeken Rustam Kasimdzhanov, a magyar nyelvű sakkirodalomban Rusztam Kaszimdzsanov), (Taskent, 1979. december 5. –) üzbég sakkozó, nemzetközi nagymester, 2004–2005-ben a FIDE világbajnoka, Ázsia bajnoka (1998), rapidsakkban az Ázsia-játékok győztese (2010), sakkedző.
A világbajnok Visuvanádan Ánand szekundánsa volt 2008-ban a Vlagyimir Kramnyik, 2010-ben a Veszelin Topalov,  2012-ben a Borisz Gelfand elleni világbajnoki mérkőzéseken.
Jelenleg Németországban él feleségével és két gyermekével. A 2011. évi sakkcsapat Európa-bajnokságon győztes német válogatott edzője volt.

## Élete és sakkpályafutása

### Kezdeti sikerei
Ötéves korában tanult meg sakkozni. 1994-ben és 1995-ben 3. helyezést ért el az U16 korosztályos ifjúsági sakkvilágbajnokságon. 1994-ben Ázsia ifjúsági bajnoka, 1997-ben kapta meg a nagymesteri címet. 1998-ban Ázsia felnőtt sakkbajnoka. 1999-ben második lett Jerevánban a junior sakkvilágbajnokságon.
Eredményesen szerepelt több nemzetközi nagymesterversenyen. Első helyezést ért el 2001-ben Essenben, 2002-ben Pamplonában.

### Világbajnoki cím
Első alkalommal az 1999-es FIDE-sakkvilágbajnokság küzdelemsorozatába kvalifikálta magát, azonban már az első körben kiesett, miután 1,5–0,5 arányban vereséget szenvedett a francia Christian Bauertől.
A 2000-es FIDE-sakkvilágbajnokságon Élő-pontszáma alapján a 10. helyen emelték ki, így csak a második körtől kellett részt vennie a küzdelmekben. Rájátszás után 2,5–1,5-re nyert az orosz Pavel Tregubov ellen, a 3. körben azonban 2,5–1,5 arányban vereséget szenvedett a később a negyeddöntőig jutó francia Vladislav Tkachievtől.
A 2002-es FIDE-sakkvilágbajnokságon is csak a 3. fordulóig jutott. Az első körben 1,5–0,5 arányban győzött az orosz Nyikolaj Vlaszov ellen, a másodikban rájátszás után a német Igor Khenkin ellen nyert rájátszás után 2,5–1,5-re, míg a harmadik körben 2,5–1,5 arányú vereséget szenvedett a grúz Zurab Azmaiparasvilitől.
A világranglistán csak 54. helyen álló, a versenyen 28. kiemeltként induló Kaszimdzsanov meglepetésre jutott a 2004-es FIDE-sakkvilágbajnokság döntőjébe Tripoliban, ahol még nagyobb meglepetésre a párosmérkőzésen 4,5-3,5 arányban verte a rutinosabb brit Michael Adamst, és ezzel elnyerte a FIDE-világbajnok címet. Győzelmének értékét csak némileg csökkenti, hogy az izraeli sakkozók melletti szolidaritás miatt több élversenyző távol maradt a versenytől (a világranglista első 10 helyezettje közül csak ketten vettek részt rajta), de már a 3. fordulótól kezdve rangos ellenfelek ellen kellett győznie. Az első körben a Costa Rica-i Alejandro Ramirez ellen 2,5–1,5-re, a másodikban a Rafael Vaganjant 2–0-s győzelemmel kiverő iráni Maghami ellen 1,5–0,5-re nyert. A harmadik fordulóban az előző világbajnokság döntősét Vaszil Ivancsukot győzte le 2,5–1,5-re, a negyedik körben a magyar Almási Zoltán elleni 2–0 arányú győzelmével jutott a legjobb nyolc közé. A negyeddöntőben az orosz Alekszandr Griscsuk ellen a rájátszásban elért 3–1 arányú győzelmével jutott az elődöntőbe, ahol szintén rájátszásban az első helyen kiemelt Veszelin Topalov ellen is győzni tudott 4–2-re. A döntőben a harmadik helyen kiemelt angol Michael Adamsellen az alapjátékban 3–3-as eredmény született, és a rájátszás két rapid játékában elért másfél pontjával nyert Kaszimdzsanov 4,5–3,5 arányban.
A világbajnoki cím megszerzése után tárgyalások kezdődtek egy Kaszparov–Kaszimdzsanov párosmérkőzésről, amelynek győztese az egyesített világbajnoki címért mérkőzött volna a Kramnyik–Lékó PCA világbajnoki mérkőzés győztesével. A mérkőzésre máig pontosan nem ismert okok miatt nem került sor.
A következő évi, 2005-ös világbajnokságon, amelyen megszüntették a korábbi kieséses rendszert, a nyolc versenyző részvételével rendezett kétfordulós körmérkőzéses versenyen Kaszimdzsanov nem tudta megismételni korábbi teljesítményét és Adamsszel holtversenyben a 6–7. helyen végzett.
A 2007-es sakkvilágbajnokságon a világbajnokjelöltek versenyének elődöntőjében indulhatott, ahol azonban rájátszás után 5,5–3,5 arányú vereséget szenvedett az izraeli Borisz Gelfandtól, és így nem jutott a világbajnokjelöltek versenyének döntőjébe.
A 2007-es sakkvilágkupa versenyen a 2. körben esett ki, miután az első fordulóban 4–2-re győzött Gopal ellen, a másodikban 4–3 arányban vereséget szenvedett Kiril Georgievtől.
A 2012-es sakkvilágbajnokságra kvalifikációs versenynek számító 2008–2009-es Grand Prix-versenysorozaton három versenyen indult, amelyeken nem ért el kiemelkedő eredményt, és összesítésben csak a 18. helyen zárt.
A 2013-as sakkvilágbajnokság kvalifikációs versenyének számító 2011-es sakkvilágkupán az első fordulóban 1,5–0,5-re győzött a román Nisipeanu ellen, a második fordulóban azonban ugyanilyen arányban vereséget szenvedett az amerikai Gata Kamskytól.
A 2014-es sakkvilágbajnokságra kvalifikációs versenynek számító 2012–2013-as Grand Prix-versenysorozaton négy versenyen indult, amelyeken a középmezőnyben végzett, és összesítésben a 14. helyet szerezte meg.

### Későbbi versenyeredményei
Első helyen végzett 2003-ban a Vlissingen Openen, 2005-ben Púnában, 2006-ban megnyerte a kieséses rendszerű Corsica Masters villámversenyt. Első helyezést ért el Mainzban az ORDIX Open versenyen, 2007-ben Vlissingenben harmadik, 2009-ben Wijk ann zee-ban a Corus-tornán holtversenyben a 2–4. helyet szerezte meg.
2010-ben megnyerte az Ázsia-játékok rapidsakk-versenyét, 2012-ben első helyet szerzett az 1. Közép-Ázsia-kupa sakkversenyen. 2014-ben holtversenyes 2. helyezést ért el Ázsia nyílt kontinensbajnokságán.

## Szereplései csapatban

### Sakkolimpia
1996–2016 között folyamatosan minden sakkolimpián részt vett az üzbég válogatott csapatban, 1996 kivételével minden alkalommal az első táblán. Legjobb eredménye az egyéni teljesítménye alapján 2000-ben szerzett bronzérme.

### Csapatvilágbajnokság
2001-ben első táblásként tagja volt a világbajnokságon 6. helyezést elért Üzbegisztán csapatának, egyéni eredménye a mezőnyben az 5. volt.

### Klubcsapatban
2003–2012 között több alkalommal bekerült csapatával a klubcsapatok Európa-kupájának végső küzdelemsorozatába. 2006-ban a Ladya Kazan és 2011-ben a SOCAR Baku csapatával ezüstérmet, 2007-ben az ShK Tomsk csapatával bronzérmet szerzett.
Az orosz premier ligában 2007-ben az ShK Tomsk csapatával bajnokságot nyert.
2003-ban a Bosna Sarajevo csapatával aranyérmet szerzett a bosznia-hercegovinai bajnokságban.
Az ázsiai városok sakkbajnokságán 1998-ban Taskent csapatával ezüstérmet szerzett.

## Játékereje
2017. áprilisban az Élő-pontszáma 2698 volt, amellyel a világranglista 46. helyén állt. Rapidsakkban a pontszáma 2679, villámsakkban 2737. Legmagasabb pontszáma 2715 volt, amelyet 2015. májusban ért el. Legjobb helyezése a világranglistán a 2001. októberben elfoglalt 11. helyezése volt.

## Emlékezetes játszmái
|    | |    |    |    |    |    |    |
|    | \| \| \| \| \| \| \| \| \| \| \| \| \| \| \| \| \| \| \| \| \| \| \| \| \| \| \| \| \| \| \| \| \| \| \| \| \| \| \| \| \| \| \| \| \| \| \| \| \| \| \| \| \| \| \| \| \| \| \| \| \| \| \| \| \| \| \| \| \| \| \| \| |    |    |    |    |    |    |
|    | |    |    |    |    |    |    |
| a8 | b8 | c8 | d8 | e8 | f8 | g8 | h8 |
| a7 | b7 | c7 | d7 | e7 | f7 | g7 | h7 |
| a6 | b6 | c6 | d6 | e6 | f6 | g6 | h6 |
| a5 | b5 | c5 | d5 | e5 | f5 | g5 | h5 |
| a4 | b4 | c4 | d4 | e4 | f4 | g4 | h4 |
| a3 | b3 | c3 | d3 | e3 | f3 | g3 | h3 |
| a2 | b2 | c2 | d2 | e2 | f2 | g2 | h2 |
| a1 | b1 | c1 | d1 | e1 | f1 | g1 | h1 |

| a8 | b8 | c8 | d8 | e8 | f8 | g8 | h8 |
| a7 | b7 | c7 | d7 | e7 | f7 | g7 | h7 |
| a6 | b6 | c6 | d6 | e6 | f6 | g6 | h6 |
| a5 | b5 | c5 | d5 | e5 | f5 | g5 | h5 |
| a4 | b4 | c4 | d4 | e4 | f4 | g4 | h4 |
| a3 | b3 | c3 | d3 | e3 | f3 | g3 | h3 |
| a2 | b2 | c2 | d2 | e2 | f2 | g2 | h2 |
| a1 | b1 | c1 | d1 | e1 | f1 | g1 | h1 |

Heissler–Kaszimdzsanov (1999), 0–1, modern védelem, Geller-rendszer (ECO B06)
1. e4 g6 2. d4 Fg7 3. c3 d6 4. Hf3 Hf6 5. Hbd2 O-O 6. Fd3 c5 7. O-O cxd4 8. cxd4 Hc6 9. a3 He8 10. d5 He5 11. Fe2 e6 12. dxe6 Fxe6 13. Hd4 Fd7 14. Hc4 Hxc4 15. Fxc4 Hf6 16. f3 d5 17. exd5 Be8 18. Kh1 Hh5 19. g4 Hf6 20. Vd3 Bc8 21. Fd2 h5 22. g5 Hh7 23. f4 (diagram) Be4! 24. Fc3 (24.Vxe4-re Bxc4 25.Fc3 Ff5 -+) Bxd4! 25. Fxd4 Ff5 26. Vc3 Hxg5 27. Fxg7 (27.fxg5-re Fe4+ 28.Kg1 Bxc4 29.Vxc4 Vxg5+ 30.Kf2 Vd2+ -+) Bxc4 (27...Fe4+ 28.Kg1 Bxc4 29.Ve3 Vb6! -+) 28. Vxc4 Fe4+ 29. Vxe4 Hxe4 30. Fe5 Vxd5 31. Kg1 Hg5 32. fxg5 Vxe5 33. Bf2 Vxg5+ 34. Kh1 h4 35. Baf1 h3 36. Bd1 Ve3 37. Bdf1 Ve4+ 38. Kg1 g5 39. Bc1 Kg7 40. Bc7 Vg4+ 0-1
Kaszimdzsanov–Korcsnoj (2002), 1–0, francia védelem, Burn-változat (ECO C11)
1.e4 e6 2.d4 d5 3.Hc3 Hf6 4.Fg5 dxe4 5.Hxe4 Hbd7 6.Hxf6+ Hxf6 7.Hf3 c5 8.Fc4 Va5+ 9.c3 Fe7 10.O-O O-O 11.Be1 h6 12.Fh4 Bd8 13.Ve2 cxd4 14.Hxd4 Fd7 15.Bad1 Kh8 16.Bd3 Hg8 17.Fg3 Bac8 18.Bf3 Ff6 19.Fd3 Vd5 20.Fe4 Vxa2 21.Fb1 Vd5 22.Vd3 g6 23.Bxf6 Hxf6 24.Fe5 Kg7 25.Vg3 Vc5 26.Be3 Fc6 27.Fxg6 fxg6 28.Fxf6+ Kh7 29.Fxd8 Bxd8 30.Bxe6 Vg5 31.Vxg5 hxg5 32.Be7+ Kh6 33.h3 Fd5 34.Hc2 1-0

|    | |    |    |    |    |    |    |
|    | \| \| \| \| \| \| \| \| \| \| \| \| \| \| \| \| \| \| \| \| \| \| \| \| \| \| \| \| \| \| \| \| \| \| \| \| \| \| \| \| \| \| \| \| \| \| \| \| \| \| \| \| \| \| \| \| \| \| \| \| \| \| \| \| \| \| \| \| \| \| \| \| |    |    |    |    |    |    |
|    | |    |    |    |    |    |    |
| a8 | b8 | c8 | d8 | e8 | f8 | g8 | h8 |
| a7 | b7 | c7 | d7 | e7 | f7 | g7 | h7 |
| a6 | b6 | c6 | d6 | e6 | f6 | g6 | h6 |
| a5 | b5 | c5 | d5 | e5 | f5 | g5 | h5 |
| a4 | b4 | c4 | d4 | e4 | f4 | g4 | h4 |
| a3 | b3 | c3 | d3 | e3 | f3 | g3 | h3 |
| a2 | b2 | c2 | d2 | e2 | f2 | g2 | h2 |
| a1 | b1 | c1 | d1 | e1 | f1 | g1 | h1 |

| a8 | b8 | c8 | d8 | e8 | f8 | g8 | h8 |
| a7 | b7 | c7 | d7 | e7 | f7 | g7 | h7 |
| a6 | b6 | c6 | d6 | e6 | f6 | g6 | h6 |
| a5 | b5 | c5 | d5 | e5 | f5 | g5 | h5 |
| a4 | b4 | c4 | d4 | e4 | f4 | g4 | h4 |
| a3 | b3 | c3 | d3 | e3 | f3 | g3 | h3 |
| a2 | b2 | c2 | d2 | e2 | f2 | g2 | h2 |
| a1 | b1 | c1 | d1 | e1 | f1 | g1 | h1 |

Maier–Kaszimdzsanov (2011), 0–1, királyindiai védelem (ECO A07)
1. e4 c5 2. Hf3 e6 3. d3 Hc6 4. g3 d5 5. Hbd2 Fd6 6. Fg2 Hge7 7. O-O O-O 8. Be1 Fc7 9. c3 Bb8 10. exd5 exd5 11. d4 cxd4 12. cxd4 Fg4 13. h3 Fh5 14. Hb3 h6 15. Fd2 Fd6 16. Fc3 b5 17. g4 Fg6 18. He5 Fh7 19. Bc1 Kh8 20. Vf3 f5 21. Hxc6 Hxc6 22. Vxd5 He7 23. Ve6 b4 24. Fd2 fxg4 25. hxg4 Bb6 26. Ve2 Hg6 27. Hc5 Vh4 28. Fe4 Vh2+ 29. Kf1 Hh4 30. f4 Vh3+ 31. Fg2 (diagram) Fxf4 32. Fxh3 Fe3+ 33. Vf2 Bxf2+ 0-1
Kaszimdzsanov–Kramnyik (2014), 1–0, elhárított vezércsel, Barmen-változat (ECO D37)
1. d4 Hf6 2. c4 e6 3. Hf3 d5 4. Hc3 Hbd7 5. Ff4 dxc4 6. e3 Fd6 7. Fxd6 cxd6 8. Fxc4 a6 9. a4 d5 10. Fd3 b6 11. O-O O-O 12. Vb3 Ve7 13. Bac1 Fb7 14. Bc2 Bfc8 15. Bfc1 Vd6 16. He5 Hxe5 17. dxe5 Vxe5 18. Vxb6 Bcb8 19. He2 Hd7 20. Vd4 Vd6 21. f4 e5 22. fxe5 Hxe5 23. Vf4 Ve7 24. Bc7 Ve8 25. Ff5 Hc4 26. Fd7 Vf8 27. b3 Hb6 28. Ff5 d4 29. Bxf7 Kxf7 30. Fxh7+ 1-0